# 三井野原站
三井野原站（日语：／ Miinohara eki */?）是位於島根縣仁多郡奧出雲町，屬於西日本旅客鐵道（JR西日本）木次線的車站。車站愛稱為「高天原」。此站是JR西日本中海拔最高的車站（727米）。在木次線全線開通時此站還未啟用。出雲坂根站至油木站之間相距12公里，當時於三井野原居住的居民需要前往兩邊車站乘車。
車站位於山陰地區首屈一指的豪雪地帶，而在附近緩坡處開設了三井野原滑雪場，車站為了該此滑雲場而啟用。結果，為了建設滑雪場而開設三井野原臨時乘降場。當初車站每日只有2往返班次停靠，在滑雪季節時所有列車停靠此站。後來由於有許多滑雪客前往該站，加上物資運送量增加，使被要求升級至車站的呼聲也提高，最後在昭和33年9月升級為車站。當時，車站建設費用由當地人負擔，總工程費為120萬日圓，費用由斐上町付出，三井野原的居民也義務地負責堤防工程

## 歷史
- 1949年（昭和24年）12月24日 - 國鐵木次線出雲坂根站至油木站之間開設三井野原臨時乘降場。當時車站地址為廣島縣比婆郡八鉾村油木字三井野。
- 1953年（昭和28年）12月1日 - 廣島縣比婆郡八鉾村部分位置編入至島根縣仁多郡八川村（越境合併），車站地址變為島根縣仁多郡八川村八川字三井野。
- 1957年（昭和32年）9月20日 - 隨著斐上町（日语：横田町）成立，車站地址變為島根縣仁多郡斐上町八川字三井野。
- 1958年（昭和33年）
  - 9月1日 - 升級至車站，三井野原站啟用。當時為純旅客車站。
  - 11月1日 - 斐上町改名為橫田町（日语：横田町）（第二次），車站地址變為島根縣仁多郡橫田町八川字三井野。
- 1987年（昭和62年）4月1日 - 伴隨國鐵分割民營化，車站由西日本旅客鐵道（JR西日本）營運。
- 2005年（平成17年）3月31日 - 隨著奧出雲町成立，車站地址變為島根縣仁多郡奧出雲町八川字三井野。

## 車站構造
車站是一座地面車站，設有1面1線的單式月台。前往備後落合方向的列車會開啟右邊車門。
此站是由木次鐵道部管理的無人車站。車站大樓內保留了售票櫃臺。車站大樓牆身為橙色和黃綠色。

## 車站周邊
車站周邊設有滑雪場。從前設有從廣島縣福山市的福山站出發，途經福鹽線、藝備線，以及從廣島站方向出發，經藝備線前往此站的直通滑雪列車。
- 三井野原滑雪場
- 國道314號（日语：国道314号）（奧出雲大蛇環線（日语：奥出雲おろちループ））

## 使用狀況
根據「島根縣統計書」，以下為近年一日平均乘車人次列表。在1994年度的一日平均乘車人次為46人，1984年度年度的一日平均乘車人次為44人。
| 乘車人次變化 | 乘車人次變化 |
| 年度         | 1日平均人次  |
| ------------ | ------------ |
| 1981         | 4            |
| 1984         | 44           |
| 1994         | 46           |
|              |              |
| 1999         | 24           |
| 2000         | 7            |
| 2001         | 4            |
| 2002         | 3            |
| 2003         | 4            |
| 2004         | 3            |
| 2005         | 3            |
| 2006         | 2            |
| 2007         | 13           |
| 2008         | 17           |
| 2009         | 7            |
| 2010         | 8            |
| 2011         | 3            |
| 2012         | 5            |
| 2013         | 3            |
| 2014         | 3            |
| 2015         | 4            |
| 2016         | 4            |
| 2017         | 3            |
| 2018         | 3            |

## 圖庫

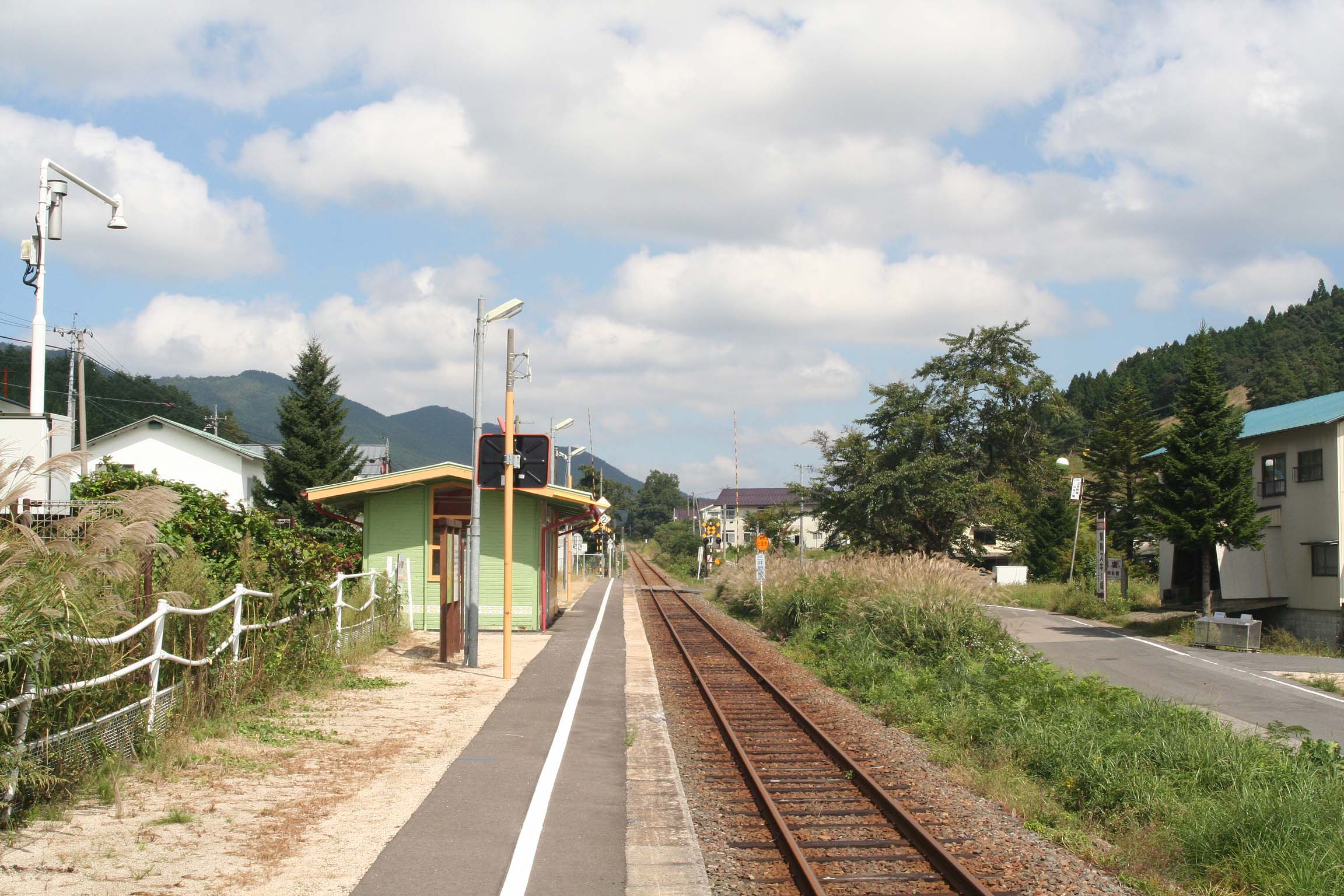
站內（2007年9月26日）
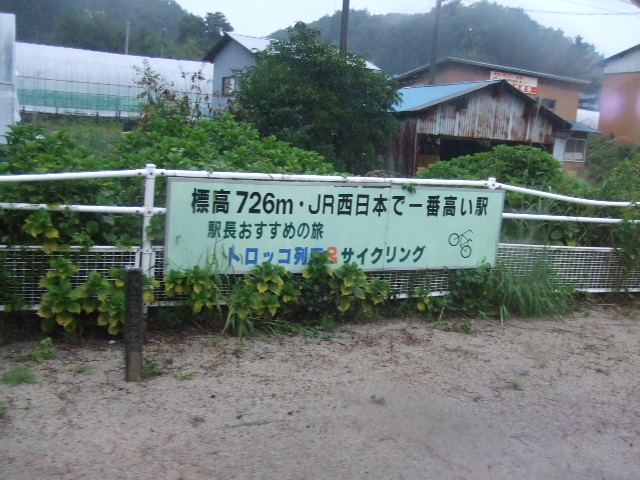
JR西日本最高車站的展板（2010年9月）
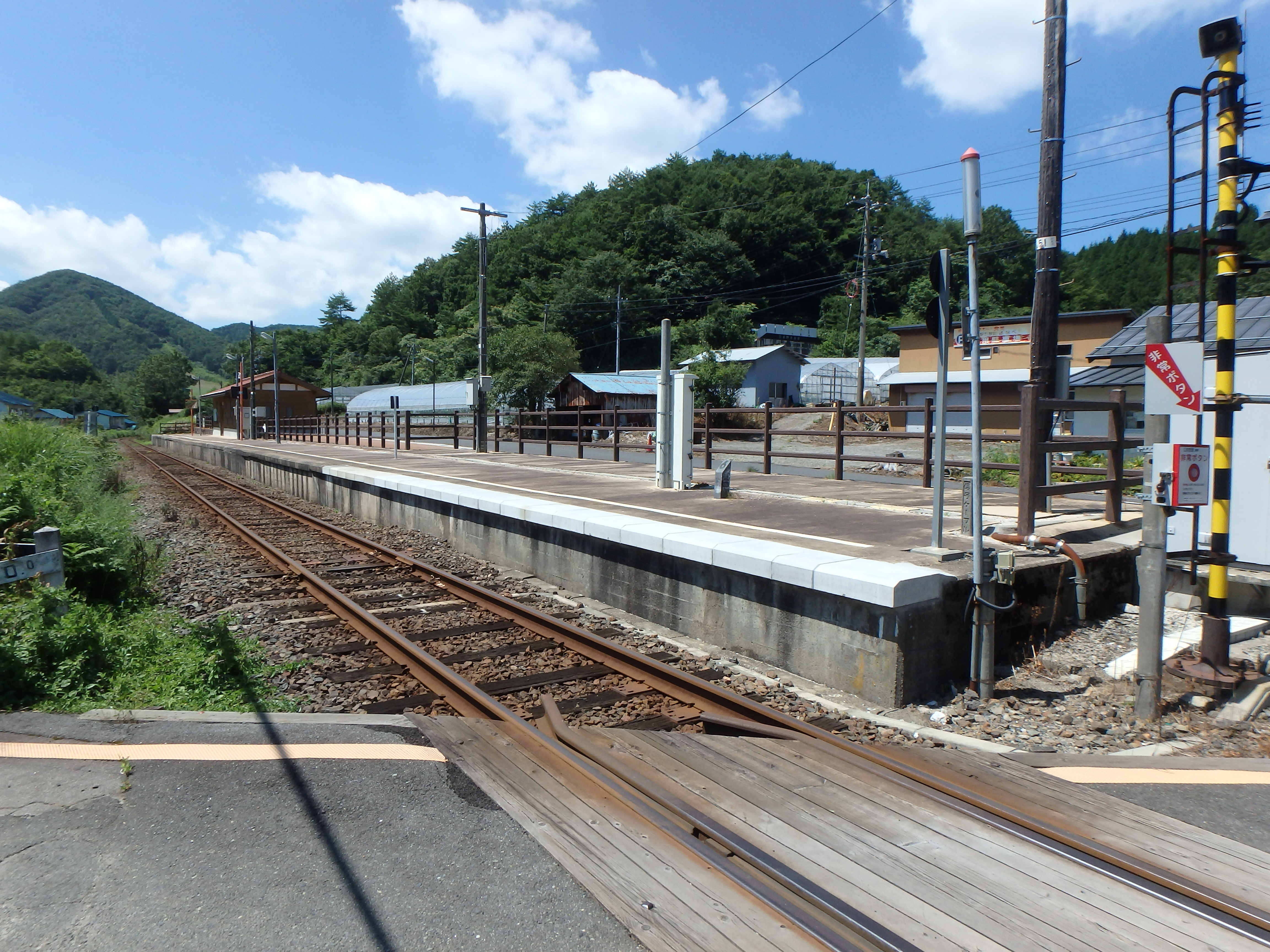
木次線「三井野原站」的車站大樓和路軌（2020年8月）

## 相鄰車站
西日本旅客鐵道
 木次線
出雲坂根－三井野原－油木

## 注腳
1. ↑  . 広報だより「トレナビ」. JR西日本. 2013-01-18  [2013-01-19]. （原始内容存档于2013-01-25） （日语）.
2. ↑  . 島根県仁多郡横田町. 1979-03-01: 64–72 （日语）.
3. ↑  《時刻表》1977年12月號（日本交通公社）中，設有從福山、廣島和小郡（經廣島）出發前往此站的班次，合共設有3班車（三井野原銀嶺1～3號）。
4. ↑  島根縣統計書

## 外部連結
- 三井野原｜車站資訊：JR出門網 - 西日本旅客鐵道（日語）